# Anniversary!!
《Anniversary!!》是日本女子組合E-girls的第13张单曲，於2015年5月20日由rhythm zone发售。

## 概要
- 《Anniversary!!》是E-girls以全新20人體系發行的年的第一張單曲。
- A面曲《Anniversary!!》是品牌Samantha Thavasa「Samantha Vega meets E-girls」的電視廣告歌曲。
- B面曲《Saturday Night 〜充滿魔法的搖滾之夜〜》是E-girls第10首翻唱歌曲，原唱者為Bay City Rollers。
- 此單曲有2個版本，分別有「CD+DVD」和「CD ONLY」。「CD+DVD」收錄了《Anniversary!!》的Music Video。
- 在6月1日於公信榜单曲週排行榜取得第3位。

## 選抜成员

### Anniversary!!
- 螢光字為主唱
  - Dream：Shizuka、Ami
  - Happiness：SAYAKA、楓、藤井夏戀、YURINO、須田安娜
  - Flower：藤井萩花、中島美央、鷲尾伶菜、坂東希、佐藤晴美
  - EGD：石井杏奈、山口乃乃華

- 上一首單曲《Mr. Snowman》的選拔成員全部入選了本次的選拔成員。
- 中島美央、山口乃乃華繼《Highschool♡love》後重回選拔組。Aya、Erie、MIYUU、川本璃、重留真波、市來杏香繼續缺席選拔組。
- 武部柚那、萩尾美聖、稲垣莉生、生田梨沙、中嶋桃花、渡邉真梨奈以降格至E-girls Pyramid的下部成員，所以不在選拔名單上。

### Saturday Night 〜充滿魔法的搖滾之夜〜
- 主唱: Shizuka、Ami、藤井夏戀、鷲尾伶菜

## 收錄内容

### CD+DVD
CD
1. Anniversary!!
（作詞：花 空木、作曲：SKY BEATZ・FAST LANE・LISA DESMOND）
2. Saturday Night 〜充滿魔法的搖滾之夜〜（Saturday Night 〜ロックな夜に魔法をかけて〜）
（作詞：下地悠、作曲：中野雄太）
3. Anniversary!! (Instrumental)

DVD
1. Anniversary!!（Music Clip）

### CD Only
1. Anniversary!!
2. Saturday Night 〜充滿魔法的搖滾之夜〜
3. Anniversary!! (Instrumental)
4. Saturday Night 〜充滿魔法的搖滾之夜〜 (Instrumental)

## 外部連結
- YouTube上的Anniversary!!